# Sergio Victor Palma
Pour les articles homonymes, voir Palma (homonymie).
Sergio Victor Palma est un boxeur argentin né le 1er janvier 1956 et mort le 28 juin 2021 à Mar del Plata.

## Carrière
Passé professionnel en 1976, il devient champion d'Argentine des super-coqs en 1977, des poids coqs en 1978 puis champion d'Amérique du Sud des super-coqs la même année. Battu aux points en 1979 par le champion du monde WBC de la catégorie, Ricardo Cardona, il remporte toutefois le titre WBA le 9 août 1980 aux dépens de l'américain Leo Randolph par arrêt de l’arbitre à la 5e reprise. Palma conserve 5 fois ce titre avant de s'incliner aux points le 12 juin 1982 contre Leonardo Cruz. Il mettra un terme à sa carrière en 1990 sur un bilan de 52 victoires, 5 défaites et 5 matchs nuls.